# Mary Willis Walker
Mary Willis Walker (* 24. Mai 1942 in Foxpoint, Wisconsin; † 4. November 2023) war eine amerikanische Kriminalautorin.

## Leben
Mary Willis studierte bis Englisch an der Duke University in North Carolina und schloss ihr Studium 1964 mit einem Bachelor ab. Es folgte ein Master-Abschluss an der Boston University. Anschließend arbeitete sie als Highschool-Lehrerin. Nach ihrer Hochzeit mit Lee Walker 1967 und der Geburt ihrer zwei Töchter gab sie 1978 ihren Beruf auf und begann mit dem Schreiben, zunächst mit Auftragsarbeiten wie Buchbesprechungen, Essays und Drehbüchern.
Gleich ihr erster Roman Zero at the bones (dt. Raubtierfütterung) gewann 1991 den Agatha Award als bester Erstlingsroman. Ihr zweiter Roman The Red Scream (dt. Der rote Schrei) wurde mit dem Edgar-Allan-Poe-Award ausgezeichnet, ihr dritter Under the Beetle's Cellar (dt. Unter des Käfers Keller) holte den Hammett Prize. Die Protagonistin ihrer Romane ist die Reporterin Molly Cates.
Willis lebte in Austin, Texas, und verstarb im November 2023 im Alter von 81 Jahren an den Folgen einer Demenzerkrankung.

## Werke
- Zero at the Bone, 1991 (dt. Raubtierfütterung, Goldmann 1994, ISBN 3-442-05849-X)
- The Red Scream, 1994 (dt. Der rote Schrei, Goldmann 1996, ISBN 3-442-42984-6)
- Under the Beetle's Cellar, 1995 (dt. Unter des Käfers Keller, Bertelsmann 1996, ISBN 3-570-12287-5)
- All the Dead Lie Down, 1998 (dt. Laß die Toten ruhn, Bertelsmann 1998, ISBN 3-570-00208-X)

## Auszeichnungen
- 1991 Agatha Award für Zero at the Bone
- 1992 Macavity Award (Best First Mystery Novel) für Zero at the Bone
- 1995 Edgar-Allan-Poe-Award für The Red Scream
- 1996[2] Hammett Prize für Under the Beetle's Cellar
- 1996 Anthony Award für Under the Beetle's Cellar
- 1998 Schwedischer Krimipreis für Under the Beetle's Cellar